# Liste des lignes de bus de Nevers
Les lignes de bus de Nevers desservent les douze communes de la communauté d'agglomération de Nevers.

## Présentation
Le 6 juillet 2015, le réseau de transport en commun de Nevers est intégralement restructuré. La liste des lignes ci-dessous présente l'ensemble des nouvelles lignes du réseau. Pour les lignes qui furent en vigueur jusqu'à cette date, voir l'article principal transport en commun de Nevers.

## Lignes du lundi au samedi

### Lignes structurantes
| Ligne | Caractéristiques | Caractéristiques                          | Caractéristiques                          | Caractéristiques                          | Caractéristiques                          | Caractéristiques                           | Caractéristiques                          | Caractéristiques                          | Caractéristiques                          |
| T1    | Alain Colas ⥋ Varennes-Vauzelles — Église | Alain Colas ⥋ Varennes-Vauzelles — Église | Alain Colas ⥋ Varennes-Vauzelles — Église | Alain Colas ⥋ Varennes-Vauzelles — Église | Alain Colas ⥋ Varennes-Vauzelles — Église | Alain Colas ⥋ Varennes-Vauzelles — Église  | Alain Colas ⥋ Varennes-Vauzelles — Église | Alain Colas ⥋ Varennes-Vauzelles — Église | Alain Colas ⥋ Varennes-Vauzelles — Église |
| ----- | --- | ----------------------------------------- | ----------------------------------------- | ----------------------------------------- | ----------------------------------------- | ------------------------------------------ | ----------------------------------------- | ----------------------------------------- | ----------------------------------------- |
| T1    | Ouverture / Fermeture 6 juillet 2015 / — | Longueur —                                | Durée 35 min                              | Nb. d’arrêts 36                           | Matériel Standards ?                      | Jours de fonctionnement L, Ma, Me, J, V, S | Jour / Soir / Nuit / Fêtes O / N / N / N  | Voy. / an —                               | Exploitant Keolis Nevers                  |
| T1    | Desserte : - Villes et lieux desservis : Nevers (Lycée Alain Colas, Hôpital Pierre Bérégovoy, Maison de l'entreprise - Anifop, CFAI, Zone d'activités des Grands champs, École Albert Camus, Ancienne caserne Pittié de Nevers, Multiplexe Le Mazarin, Parc Roger-Salengro, Place Carnot, Square de la résistance, École Victor Hugo, École Blaise Pascal, Chapelle Sainte-Anne, École Georges Guynemer, ESPE, Cité scolaire du Banlay, Collège Adam Billaut, Lycées Jean Rostand, Raoul Follereau et Jules Renard) et Varennes-Vauzelles (Pont de Chagny, Collège Henri Wallon, Centre culturel Gérard Philipe, Mairie, École Saint-Just, Place Président Petit, Cité ouvrière et cité jardin de Vauzelles) - Gare(s) desservie(s) : Gare de Nevers. |                                           |                                           |                                           |                                           |                                            |                                           |                                           |                                           |
| T1    | Autre : - Arrêt non accessible aux UFR : — - Amplitudes horaires : La ligne fonctionne toute l'année du lundi au samedi de 6 h 30 à 20 h 50, avec certains départs supprimés le samedi. La ligne a une fréquence d'un bus toutes les 15 minutes en heures de pointe et est en tronc commun avec la ligne T2 entre la gare de Nevers et le Banlay, assurant ainsi une fréquence d'un bus toutes les 7 min 30 s sur ce tronçon. - Particularités: Les dimanches et jours fériés, la desserte est assurée par la ligne Dimeo 1. - Date de dernière mise à jour : 5 juillet 2015 |                                           |                                           |                                           |                                           |                                            |                                           |                                           |                                           |
| T1    | Dernière actualisation : — |                                           |                                           |                                           |                                           |                                            |                                           |                                           |                                           |
| T2    | Banlay ⥋ Jacques Duclos | Banlay ⥋ Jacques Duclos                   | Banlay ⥋ Jacques Duclos                   | Banlay ⥋ Jacques Duclos                   | Banlay ⥋ Jacques Duclos                   | Banlay ⥋ Jacques Duclos                    | Banlay ⥋ Jacques Duclos                   | Banlay ⥋ Jacques Duclos                   | Banlay ⥋ Jacques Duclos                   |
| T2    | Ouverture / Fermeture 6 juillet 2015 / — | Longueur —                                | Durée 25 min                              | Nb. d’arrêts 25                           | Matériel Standards ?                      | Jours de fonctionnement L, Ma, Me, J, V, S | Jour / Soir / Nuit / Fêtes O / N / N / N  | Voy. / an —                               | Exploitant Keolis Nevers                  |
| T2    | Desserte : - Villes et lieux desservis : Nevers (Écoles Claude Tillier et Jean Macé, Collège des Courlis, Stade de La Baratte, Centre des expositions de Nevers, École Pierre Brossolette, Piscine des bords de Loire, Centre commercial Géant Casino, Champ de foire, Maison de l'agriculture, Maison de la Culture de Nevers et de la Nièvre, Place Mossé, Arpaje - Résidence pour personnes âgées, Parc Roger-Salengro, Place Carnot, Square de la résistance, École Victor Hugo, École Blaise Pascal, Chapelle Sainte-Anne, École Georges Guynemer, ESPE, Cité scolaire du Banlay, Collège Adam Billaut, Lycées Jean Rostand, Raoul Follereau et Jules Renard) - Gare(s) desservie(s) : Gare de Nevers.                                           |                                           |                                           |                                           |                                           |                                            |                                           |                                           |                                           |
| T2    | Autre : - Arrêt non accessible aux UFR : — - Amplitudes horaires : La ligne fonctionne toute l'année du lundi au samedi de 6 h 40 à 20 h 45, avec certains départs supprimés le samedi. La ligne a une fréquence d'un bus toutes les 15 minutes en heures de pointe et est en tronc commun avec la ligne T1 entre la gare de Nevers et le Banlay, assurant ainsi une fréquence d'un bus toutes les 7 min 30 s sur ce tronçon. - Particularités: Les dimanches et jours fériés, la desserte est assurée par la ligne Dimeo 2. - Date de dernière mise à jour : 5 juillet 2015 |                                           |                                           |                                           |                                           |                                            |                                           |                                           |                                           |
| T2    | Dernière actualisation : — |                                           |                                           |                                           |                                           |                                            |                                           |                                           |                                           |

### Lignes complémentaires
| Ligne | Caractéristiques | Caractéristiques                           | Caractéristiques                           | Caractéristiques                           | Caractéristiques                           | Caractéristiques                           | Caractéristiques                           | Caractéristiques                           | Caractéristiques                           |
| 3     | Varennes-Vauzelles — Église ⥋ Nevers Gares | Varennes-Vauzelles — Église ⥋ Nevers Gares | Varennes-Vauzelles — Église ⥋ Nevers Gares | Varennes-Vauzelles — Église ⥋ Nevers Gares | Varennes-Vauzelles — Église ⥋ Nevers Gares | Varennes-Vauzelles — Église ⥋ Nevers Gares | Varennes-Vauzelles — Église ⥋ Nevers Gares | Varennes-Vauzelles — Église ⥋ Nevers Gares | Varennes-Vauzelles — Église ⥋ Nevers Gares |
| ----- | --- | ------------------------------------------ | ------------------------------------------ | ------------------------------------------ | ------------------------------------------ | ------------------------------------------ | ------------------------------------------ | ------------------------------------------ | ------------------------------------------ |
| 3     | Ouverture / Fermeture 6 juillet 2015 / — | Longueur —                                 | Durée 36 min                               | Nb. d’arrêts 39                            | Matériel Standards ? Midibus ?             | Jours de fonctionnement L, Ma, Me, J, V, S | Jour / Soir / Nuit / Fêtes O / N / N / N   | Voy. / an —                                | Exploitant Keolis Nevers                   |
| 3     | Desserte : - Villes et lieux desservis : Varennes-Vauzelles (Cité ouvrière et cité jardin de Vauzelles, Place Président Petit, Écoles Paul Langevin et Saint-Just, Piscine Îlot Corail, Château d'Eau, Mairie, École Romain Rolland, Centre commercial Intermarché, Zone d'activités du Champ Mâle, Plaine de jeux des Senets, Pont de Chagny) et Nevers (ESPE, Cité scolaire du Banlay, Collège Adam Billaut, Lycées Raoul Follereau, Jules Renard et Jean Rostand, École Georges Guynemer, Chapelle Sainte-Anne, École Victor Hugo, École Louis Sallé, Collège Victor Hugo, Place Carnot, Parc Roger-Salengro) - Gare(s) desservie(s) : Gare de Nevers.                                                                                     |                                            |                                            |                                            |                                            |                                            |                                            |                                            |                                            |
| 3     | Autre : - Arrêt non accessible aux UFR : — - Amplitudes horaires : La ligne fonctionne toute l'année du lundi au samedi de 6 h 40 à 20 h 20. La ligne a une fréquence d'un bus toutes les 30 minutes en heures de pointe. - Date de dernière mise à jour : 5 juillet 2015 |                                            |                                            |                                            |                                            |                                            |                                            |                                            |                                            |
| 3     | Dernière actualisation : — |                                            |                                            |                                            |                                            |                                            |                                            |                                            |                                            |
| 4     | Hôpital Bérégovoy ⥋ Banlay | Hôpital Bérégovoy ⥋ Banlay                 | Hôpital Bérégovoy ⥋ Banlay                 | Hôpital Bérégovoy ⥋ Banlay                 | Hôpital Bérégovoy ⥋ Banlay                 | Hôpital Bérégovoy ⥋ Banlay                 | Hôpital Bérégovoy ⥋ Banlay                 | Hôpital Bérégovoy ⥋ Banlay                 | Hôpital Bérégovoy ⥋ Banlay                 |
| 4     | Ouverture / Fermeture 6 juillet 2015 / — | Longueur —                                 | Durée 35 min                               | Nb. d’arrêts 35-37                         | Matériel Standards ? Midibus ?             | Jours de fonctionnement L, Ma, Me, J, V, S | Jour / Soir / Nuit / Fêtes O / N / N / N   | Voy. / an —                                | Exploitant Keolis Nevers                   |
| 4     | Desserte : - Villes et lieux desservis : Nevers (Hôpital Pierre Bérégovoy, Lycée Alain Colas, Collège Les Loges, Parc de Marzy, Parc Roger-Salengro, Place Carnot, Square de la résistance, Place de l'Europe, Porte de Paris, Préfecture de la Nièvre, Archives départementales de la Nièvre, Place des Charmilles, Centre culturel Jean-Jaurès, Université de Bourgogne, ISAT, Cité scolaire du Banlay, Collège Adam Billaut, Lycées Raoul Follereau, Jules Renard et Jean Rostand) et Coulanges-lès-Nevers (Mairie, Église Saint-Théodore, Centre commercial E.Leclerc, École André Malraux, École Les Saules) - Gare(s) desservie(s) : Gare de Nevers et Gare de Nevers-le-Banlay (à distance, aux arrêts Simone de Beauvoir ou Liberté). |                                            |                                            |                                            |                                            |                                            |                                            |                                            |                                            |
| 4     | Autre : - Arrêt non accessible aux UFR : — - Amplitudes horaires : La ligne fonctionne toute l'année du lundi au samedi de 6 h 50 à 19 h 55. La ligne a une fréquence d'un bus toutes les 30 minutes en heures de pointe. - Service sur réservation : Les arrêts Coulanges Mairie et André Malraux sont desservis à la descente sur demande de l'utilisateur et à la montée sur réservation téléphonique préalable. Le premier départ en direction de Banlay est prolongé à l'arrêt Collège Billaut selon ce même principe. - Date de dernière mise à jour : 5 juillet 2015 |                                            |                                            |                                            |                                            |                                            |                                            |                                            |                                            |
| 4     | Dernière actualisation : — |                                            |                                            |                                            |                                            |                                            |                                            |                                            |                                            |
| 5     | Garchizy — Mairie ⥋ Nevers Gares | Garchizy — Mairie ⥋ Nevers Gares           | Garchizy — Mairie ⥋ Nevers Gares           | Garchizy — Mairie ⥋ Nevers Gares           | Garchizy — Mairie ⥋ Nevers Gares           | Garchizy — Mairie ⥋ Nevers Gares           | Garchizy — Mairie ⥋ Nevers Gares           | Garchizy — Mairie ⥋ Nevers Gares           | Garchizy — Mairie ⥋ Nevers Gares           |
| 5     | Ouverture / Fermeture 6 juillet 2015 / — | Longueur —                                 | Durée 34 min                               | Nb. d’arrêts 29-30                         | Matériel Standards ? Midibus ?             | Jours de fonctionnement L, Ma, Me, J, V, S | Jour / Soir / Nuit / Fêtes O / N / N / N   | Voy. / an —                                | Exploitant Keolis Nevers                   |
| 5     | Desserte : - Villes et lieux desservis : Garchizy (Espace loisirs Pierre Girard, Mairie), Fourchambault (Lycée Pierre Bérégovoy, Hôtel de ville, Centre culturel, Marché couvert), Marzy (École des Chevillettes, Cimetière, Centre commercial Carrefour, Aéroport de Nevers-Fourchambault) et Nevers (Ancienne caserne Pittié de Nevers, Parc Roger-Salengro, Place Carnot) - Gare(s) desservie(s) : Gare de Garchizy (à distance, à l'arrêt Les Révériens), Gare de Fourchambault et Gare de Nevers. |                                            |                                            |                                            |                                            |                                            |                                            |                                            |                                            |
| 5     | Autre : - Arrêt non accessible aux UFR : — - Amplitudes horaires : La ligne fonctionne toute l'année du lundi au samedi de 6 h 50 à 20 h 40. La ligne a une fréquence d'un bus toutes les 30 minutes en heures de pointe sur le tronc commun et d'un bus toutes les 60 minutes sur chacun des deux branches entre Fourchambault et Garchizy, la branche Révériens (par le Front de Loire et la Cité des Révériens) et la branche Feuilloux (par les Riolles). - Particularités : Les trois premiers départs direction Nevers Gares partent de l'arrêt Triangle / Front de Loire puis remontent vers Garchizy Mairie avant d'effectuer le trajet classique par la branche Feuilloux. - Date de dernière mise à jour : 5 juillet 2015           |                                            |                                            |                                            |                                            |                                            |                                            |                                            |                                            |
| 5     | Dernière actualisation : — |                                            |                                            |                                            |                                            |                                            |                                            |                                            |                                            |

### Lignes périphériques
| Ligne | Caractéristiques | Caractéristiques           | Caractéristiques           | Caractéristiques           | Caractéristiques                                          | Caractéristiques                           | Caractéristiques                         | Caractéristiques           | Caractéristiques           |
| 10    | Banlay ⥋ Sermoise Port | Banlay ⥋ Sermoise Port     | Banlay ⥋ Sermoise Port     | Banlay ⥋ Sermoise Port     | Banlay ⥋ Sermoise Port                                    | Banlay ⥋ Sermoise Port                     | Banlay ⥋ Sermoise Port                   | Banlay ⥋ Sermoise Port     | Banlay ⥋ Sermoise Port     |
| ----- | --- | -------------------------- | -------------------------- | -------------------------- | --------------------------------------------------------- | ------------------------------------------ | ---------------------------------------- | -------------------------- | -------------------------- |
| 10    | Ouverture / Fermeture 6 juillet 2015 / — | Longueur —                 | Durée 30 min               | Nb. d’arrêts 21-30         | Matériel Régulier : Standards ? Midibus ? Tibus : Minibus | Jours de fonctionnement L, Ma, Me, J, V, S | Jour / Soir / Nuit / Fêtes O / N / N / N | Voy. / an —                | Exploitant Keolis Nevers   |
| 10    | Desserte : - Villes et lieux desservis : Nevers (Cité scolaire du Banlay, Collège Adam Billaut, Lycées Raoul Follereau, Jules Renard et Jean Rostand, École Georges Guynemer, Chapelle Sainte-Anne, École Victor Hugo, École Louis Sallé, Collège Victor Hugo, Place Carnot, Parc Roger-Salengro, Arpaje - Résidence pour personnes âgées, Place Mossé, Maison de la Culture de Nevers et de la Nièvre, Pont de Loire, Camping, Port de la Jonction, AFPA), Challuy (Mairie, École, Lycée d'enseignement général et technologique agricole) et Sermoise-sur-Loire (Stade du Pré Fleuri, Lycée professionnel agricole, Halte nautique de Plagny, Canal latéral à la Loire, Bourg, École) - Gare(s) desservie(s) : Gare de Nevers. |                            |                            |                            |                                                           |                                            |                                          |                            |                            |
| 10    | Autre : - Arrêt non accessible aux UFR : — - Amplitudes horaires : La ligne fonctionne du lundi au vendredi toute l'année de 7 h 5 à 18 h 55, à raison de neuf allers-retours ; le samedi toute la journée, et de mi-juillet à mi-août environ, de 7 h 25 à 18 h 55, à raison de six allers-retours. - Particularités : Du lundi au vendredi en période scolaire, certains départs ou la desserte de certains arrêts (AFPA, LPA/LEGTA ...) s'effectuent sans réservation. - Transport à la demande : Du lundi au vendredi à raison de quatre allers-retours ; le samedi toute la journée, et de mi-juillet à mi-août environ, à raison de cinq allers-retours la ligne fonctionne sous régime du transport à la demande « Tibus ». - Service sur réservation : Les quatre arrêts autour du port de la Jonction, les trois arrêts de Challuy et les deux arrêts desservant le Lycée d'enseignement général et technologique agricole et le bourg de Sermoise-sur-Loire sont desservis à la descente sur demande de l'utilisateur et à la montée sur réservation téléphonique préalable. - Date de dernière mise à jour : 5 juillet 2015                                                                                           |                            |                            |                            |                                                           |                                            |                                          |                            |                            |
| 10    | Dernière actualisation : — 19 novembre 2020 |                            |                            |                            |                                                           |                                            |                                          |                            |                            |
| 11    | Hôpital Bérégovoy ⥋ Banlay | Hôpital Bérégovoy ⥋ Banlay | Hôpital Bérégovoy ⥋ Banlay | Hôpital Bérégovoy ⥋ Banlay | Hôpital Bérégovoy ⥋ Banlay                                | Hôpital Bérégovoy ⥋ Banlay                 | Hôpital Bérégovoy ⥋ Banlay               | Hôpital Bérégovoy ⥋ Banlay | Hôpital Bérégovoy ⥋ Banlay |
| 11    | Ouverture / Fermeture 6 juillet 2015 / 19 octobre 2020 | Longueur —                 | Durée 28 min               | Nb. d’arrêts 31            | Matériel Standards ? Midibus ?                            | Jours de fonctionnement L, Ma, Me, J, V    | Jour / Soir / Nuit / Fêtes O / N / N / N | Voy. / an —                | Exploitant Keolis Nevers   |
| 11    | Desserte : - Villes et lieux desservis : Nevers (Hôpital Pierre Bérégovoy, Lycée Alain Colas, Collège Les Loges, Zone d'activités des grands champs, École Albert Camus, Cimetière de l'Aiguillon, ESPE, Cité scolaire du Banlay, Collège Adam Billaut, Lycées Raoul Follereau, Jules Renard et Jean Rostand) et Varennes-Vauzelles (Piscine Îlot Corail, Écoles Paul Langevin et Saint-Just, Cité ouvrière et cité jardin de Vauzelles, Place Président Petit, École Romain Rolland, Mairie, Centre culturel Gérard Philipe, Collège Henri Wallon) - Gare(s) desservie(s) : Gare de Vauzelles. |                            |                            |                            |                                                           |                                            |                                          |                            |                            |
| 11    | Autre : - Arrêt non accessible aux UFR : — - Amplitudes horaires : La ligne fonctionne du lundi au vendredi en période scolaire de 7 h 20 à 18 h 35, à raison de trois allers-retours aux heures d'entrée et de sortie des classes. - Particularités : Des services partiels entre les arrêts Croix d'Or et Banlay sont ajoutés certains jours de la semaine. - Date de dernière mise à jour : 5 juillet 2015 |                            |                            |                            |                                                           |                                            |                                          |                            |                            |
| 11    | Dernière actualisation : — |                            |                            |                            |                                                           |                                            |                                          |                            |                            |
| 12    | Pougues — Casino ⥋ Banlay | Pougues — Casino ⥋ Banlay  | Pougues — Casino ⥋ Banlay  | Pougues — Casino ⥋ Banlay  | Pougues — Casino ⥋ Banlay                                 | Pougues — Casino ⥋ Banlay                  | Pougues — Casino ⥋ Banlay                | Pougues — Casino ⥋ Banlay  | Pougues — Casino ⥋ Banlay  |
| 12    | Ouverture / Fermeture 6 juillet 2015 / — | Longueur —                 | Durée 29 min               | Nb. d’arrêts 21-27         | Matériel Régulier : Standards ? Midibus ? Tibus : Minibus | Jours de fonctionnement L, Ma, Me, J, V, S | Jour / Soir / Nuit / Fêtes O / N / N / N | Voy. / an —                | Exploitant Keolis Nevers   |
| 12    | Desserte : - Villes et lieux desservis : Pougues-les-Eaux (Complexe sportif Les Chanternes, Camping, Casino, Centre d'art contemporain du parc Saint Léger, Mairie, École, Centre de Gériatrie), Varennes-Vauzelles (Zone d'activités Varennes-Vauzelles-Garchizy, Centre commercial Intermarché, École Romain Rolland, Mairie, Centre culturel Gérard Philipe, Collège Henri Wallon, Pont de Chagny) et Nevers (ESPE, Cité scolaire du Banlay, Collège Adam Billaut, Lycées Jean Rostand, Raoul Follereau et Jules Renard) - Gare(s) desservie(s) : Gare de Pougues-les-Eaux. |                            |                            |                            |                                                           |                                            |                                          |                            |                            |
| 12    | Autre : - Arrêt non accessible aux UFR : — - Amplitudes horaires : La ligne fonctionne du lundi au vendredi toute l'année de 7 h 10 à 18 h 55, à raison de sept allers-retours ; le samedi toute la journée, et de mi-juillet à mi-août environ, de 7 h 10 à 19 h 5, à raison de cinq allers-retours. - Particularités : Du lundi au vendredi en période scolaire, certains départs ou la desserte de certains arrêts s'effectuent sans réservation. Ces services ne desservent pas certains arrêts comme ZI Échangeur ou Varennes Bourg et avec un terminus à Médicis. - Transport à la demande : Du lundi au vendredi à raison de deux à trois allers-retours ; le samedi toute la journée, et de mi-juillet à mi-août environ, à raison de quatre allers-retours la ligne fonctionne sous régime du transport à la demande « Tibus ». - Service sur réservation : Les cinq arrêts desservant le centre d'art contemporain du parc Saint Léger, la mairie et la gare à Pougues-les-Eaux et l'arrêt desservant la zone d'activités Varennes-Vauzelles-Garchizy sont desservis à la descente sur demande de l'utilisateur et à la montée sur réservation téléphonique préalable. - Date de dernière mise à jour : 5 juillet 2015 |                            |                            |                            |                                                           |                                            |                                          |                            |                            |
| 12    | Dernière actualisation : — |                            |                            |                            |                                                           |                                            |                                          |                            |                            |
| 13    | Saint-Gabriel ⥋ Banlay | Saint-Gabriel ⥋ Banlay     | Saint-Gabriel ⥋ Banlay     | Saint-Gabriel ⥋ Banlay     | Saint-Gabriel ⥋ Banlay                                    | Saint-Gabriel ⥋ Banlay                     | Saint-Gabriel ⥋ Banlay                   | Saint-Gabriel ⥋ Banlay     | Saint-Gabriel ⥋ Banlay     |
| 13    | Ouverture / Fermeture 6 juillet 2015 / — | Longueur —                 | Durée 45 min               | Nb. d’arrêts 42            | Matériel Régulier : Standards ? Midibus ? Tibus : Minibus | Jours de fonctionnement L, Ma, Me, J, V, S | Jour / Soir / Nuit / Fêtes O / N / N / N | Voy. / an —                | Exploitant Keolis Nevers   |
| 13    | Desserte : - Villes et lieux desservis : Fourchambault (Lycée Pierre Bérégovoy, Hôtel de ville, Centre culturel, Marché couvert), Marzy (École du Chasnay, Collège Paul Langevin, CFA, Mairie, Musée municipal) et Nevers (Conseil communautaire de Nevers agglomération, Dépôt de bus Keolis Nevers, Zone d'activités des Grands champs, CFAI, Maison de l'entreprise - Anifop, Lycée Alain Colas, Multiplexe Le Mazarin, Polyclinique Val de Loire, Chambre de commerce et d'industrie de la Nièvre, ESPE, Cité scolaire du Banlay, Collège Adam Billaut, Lycées Jean Rostand, Raoul Follereau et Jules Renard) - Gare(s) desservie(s) : Gare de Fourchambault, Gare de Nevers et Gare de Nevers-les-Perrières (à distance, à l'arrêt Dr. Léveillé). |                            |                            |                            |                                                           |                                            |                                          |                            |                            |
| 13    | Autre : - Arrêt non accessible aux UFR : — - Amplitudes horaires : La ligne fonctionne du lundi au vendredi toute l'année de 7 h à 18 h 55, à raison de neuf allers-retours ; le samedi toute la journée, et de mi-juillet à mi-août environ, de 7 h à 19 h 20, à raison de six allers-retours. - Particularités : Du lundi au vendredi en période scolaire, certains départs ou la desserte de certains arrêts s'effectuent sans réservation. - Services scolaires : Du lundi au vendredi en période scolaire, des départs sans réservations sont assurés entre Garchizy et le Lycée Saint-Joseph à Nevers. - Transport à la demande : Du lundi au vendredi à raison de trois à quatre allers-retours ; le samedi toute la journée, et de mi-juillet à mi-août environ, à raison de cinq allers-retours la ligne fonctionne sous régime du transport à la demande « Tibus ». - Date de dernière mise à jour : 5 juillet 2015 |                            |                            |                            |                                                           |                                            |                                          |                            |                            |
| 13    | Dernière actualisation : — |                            |                            |                            |                                                           |                                            |                                          |                            |                            |
| 14    | Alain Colas ⥋ Petit Canal | Alain Colas ⥋ Petit Canal  | Alain Colas ⥋ Petit Canal  | Alain Colas ⥋ Petit Canal  | Alain Colas ⥋ Petit Canal                                 | Alain Colas ⥋ Petit Canal                  | Alain Colas ⥋ Petit Canal                | Alain Colas ⥋ Petit Canal  | Alain Colas ⥋ Petit Canal  |
| 14    | Ouverture / Fermeture 6 juillet 2015 / — | Longueur —                 | Durée 26 min               | Nb. d’arrêts 30-32         | Matériel Régulier : Standards ? Midibus ? Tibus : Minibus | Jours de fonctionnement L, Ma, Me, J, V, S | Jour / Soir / Nuit / Fêtes O / N / N / N | Voy. / an —                | Exploitant Keolis Nevers   |
| 14    | Desserte : - Villes et lieux desservis : Nevers (Lycée Alain Colas, Hôpital Pierre Bérégovoy, Lycée Saint-Joseph, École Notre-dame-de-Lourdes, Carmel de Nevers, Arpaje - Résidence pour personnes âgées, Place Mossé, Maison de la Culture de Nevers et de la Nièvre, Maison de l'agriculture, Champ de foire, École du Mouësse, Esat, Z.I. des Taupières, Z.I. Nevers-Saint-Éloi) et Saint-Éloi (Z.I. Nevers-Saint-Éloi) - Gare(s) desservie(s) : Gare de Nevers. |                            |                            |                            |                                                           |                                            |                                          |                            |                            |
| 14    | Autre : - Arrêt non accessible aux UFR : — - Amplitudes horaires : La ligne fonctionne du lundi au vendredi toute l'année de 7 h 25 à 18 h 50, à raison de dix allers-retours ; le samedi toute la journée, et de mi-juillet à mi-août environ, de 7 h 25 à 18 h 50, à raison de huit allers-retours. - Particularités : Du lundi au vendredi en période scolaire, certains départs ou la desserte de certains arrêts s'effectuent sans réservation. - Transport à la demande : Du lundi au vendredi à raison de cinq allers-retours ; le samedi toute la journée, et de mi-juillet à mi-août environ, à raison de quatre allers-retours la ligne fonctionne sous régime du transport à la demande « Tibus ». - Service sur réservation : Les neuf arrêts desservant l'Esat, la Z.I. des Taupières et la Z.I. Nevers-Saint-Éloi, au-delà du terminus Petit Canal, sont desservis à la descente sur demande de l'utilisateur et à la montée sur réservation téléphonique préalable. - Particularités : L'arrêt Eurosit, situé sur la commune de Saint-Éloi, est placé en dehors du périmètre de transport urbain. - Date de dernière mise à jour : 5 juillet 2015                                                                 |                            |                            |                            |                                                           |                                            |                                          |                            |                            |
| 14    | Dernière actualisation : — |                            |                            |                            |                                                           |                                            |                                          |                            |                            |

### Lignes sur réservation «Tibus»
| Ligne | Caractéristiques | Caractéristiques                       | Caractéristiques                       | Caractéristiques                       | Caractéristiques                       | Caractéristiques                           | Caractéristiques                         | Caractéristiques                       | Caractéristiques                       |
| 15    | Pignelin ⥋ Varennes-Vauzelles — Mairie | Pignelin ⥋ Varennes-Vauzelles — Mairie | Pignelin ⥋ Varennes-Vauzelles — Mairie | Pignelin ⥋ Varennes-Vauzelles — Mairie | Pignelin ⥋ Varennes-Vauzelles — Mairie | Pignelin ⥋ Varennes-Vauzelles — Mairie     | Pignelin ⥋ Varennes-Vauzelles — Mairie   | Pignelin ⥋ Varennes-Vauzelles — Mairie | Pignelin ⥋ Varennes-Vauzelles — Mairie |
| ----- | --- | -------------------------------------- | -------------------------------------- | -------------------------------------- | -------------------------------------- | ------------------------------------------ | ---------------------------------------- | -------------------------------------- | -------------------------------------- |
| 15    | Ouverture / Fermeture 6 juillet 2015 / — | Longueur —                             | Durée 14 min                           | Nb. d’arrêts 8                         | Matériel Minibus                       | Jours de fonctionnement L, Ma, Me, J, V, S | Jour / Soir / Nuit / Fêtes O / N / N / N | Voy. / an —                            | Exploitant Keolis Nevers               |
| 15    | Desserte : - Villes et lieux desservis : Varennes-Vauzelles (Bourg de Varennes, Centre commercial Intermarché, École Romain Rolland, Mairie, Centre culturel Gérard Philipe) - Gare(s) desservie(s) : Aucune. |                                        |                                        |                                        |                                        |                                            |                                          |                                        |                                        |
| 15    | Autre : - Arrêt non accessible aux UFR : — - Transport à la demande : La ligne fonctionne du lundi au samedi de 11 h 25 à 18 h 30, à raison de quatre allers-retours sur réservation téléphonique préalable. - Date de dernière mise à jour : 5 juillet 2015                                                                      |                                        |                                        |                                        |                                        |                                            |                                          |                                        |                                        |
| 15    | Dernière actualisation : — |                                        |                                        |                                        |                                        |                                            |                                          |                                        |                                        |
| 16    | Croisement ⥋ Pougues Gare | Croisement ⥋ Pougues Gare              | Croisement ⥋ Pougues Gare              | Croisement ⥋ Pougues Gare              | Croisement ⥋ Pougues Gare              | Croisement ⥋ Pougues Gare                  | Croisement ⥋ Pougues Gare                | Croisement ⥋ Pougues Gare              | Croisement ⥋ Pougues Gare              |
| 16    | Ouverture / Fermeture 6 juillet 2015 / — | Longueur —                             | Durée 20 min                           | Nb. d’arrêts 10                        | Matériel Minibus                       | Jours de fonctionnement L, Ma, Me, J, V, S | Jour / Soir / Nuit / Fêtes O / N / N / N | Voy. / an —                            | Exploitant Keolis Nevers               |
| 16    | Desserte : - Villes et lieux desservis : Germigny-sur-Loire (Château d'Eau, Mairie, École, Cimetière) et Pougues-les-Eaux - Gare(s) desservie(s) : Gare de Pougues-les-Eaux. |                                        |                                        |                                        |                                        |                                            |                                          |                                        |                                        |
| 16    | Autre : - Arrêt non accessible aux UFR : — - Transport à la demande : La ligne fonctionne du lundi au samedi de 6 h 45 à 19 h, à raison de cinq allers-retours sur réservation téléphonique préalable. - Date de dernière mise à jour : 5 juillet 2015                                                                            |                                        |                                        |                                        |                                        |                                            |                                          |                                        |                                        |
| 16    | Dernière actualisation : — |                                        |                                        |                                        |                                        |                                            |                                          |                                        |                                        |
| 17    | Saincaize Cité ⥋ Nevers Gares | Saincaize Cité ⥋ Nevers Gares          | Saincaize Cité ⥋ Nevers Gares          | Saincaize Cité ⥋ Nevers Gares          | Saincaize Cité ⥋ Nevers Gares          | Saincaize Cité ⥋ Nevers Gares              | Saincaize Cité ⥋ Nevers Gares            | Saincaize Cité ⥋ Nevers Gares          | Saincaize Cité ⥋ Nevers Gares          |
| 17    | Ouverture / Fermeture 6 juillet 2015 / 19 octobre 2020 | Longueur —                             | Durée 23-48 min                        | Nb. d’arrêts 16                        | Matériel Minibus                       | Jours de fonctionnement L, Ma, Me, J, V, S | Jour / Soir / Nuit / Fêtes O / N / N / N | Voy. / an —                            | Exploitant Keolis Nevers               |
| 17    | Desserte : - Villes et lieux desservis : Saincaize-Meauce (Bourg, Ancienne gare de triage de Saincaize), Gimouille (Bourg), Challuy et Nevers (Pont de Loire, Maison de la Culture de Nevers et de la Nièvre, Place Mossé, Arpaje - Résidence pour personnes âgées) - Gare(s) desservie(s) : Gare de Saincaize et Gare de Nevers. |                                        |                                        |                                        |                                        |                                            |                                          |                                        |                                        |
| 17    | Autre : - Arrêt non accessible aux UFR : — - Transport à la demande : La ligne fonctionne du lundi au samedi de 7 h 10 à 19 h 15, à raison de cinq à six allers-retours sur réservation téléphonique préalable. - Date de dernière mise à jour : 19 novembre 2020                                                                 |                                        |                                        |                                        |                                        |                                            |                                          |                                        |                                        |
| 17    | Dernière actualisation : — |                                        |                                        |                                        |                                        |                                            |                                          |                                        |                                        |

### Navette de centre-ville
| Ligne | Caractéristiques | Caractéristiques                                               | Caractéristiques                                               | Caractéristiques                                               | Caractéristiques                                               | Caractéristiques                                               | Caractéristiques                                               | Caractéristiques                                               | Caractéristiques                                               |
| C     | Coursinelle | Coursinelle                                                    | Coursinelle                                                    | Coursinelle                                                    | Coursinelle                                                    | Coursinelle                                                    | Coursinelle                                                    | Coursinelle                                                    | Coursinelle                                                    |
| C     | (Circulaire) Saint Martin ⥋ Desserte du centre-ville de Nevers | (Circulaire) Saint Martin ⥋ Desserte du centre-ville de Nevers | (Circulaire) Saint Martin ⥋ Desserte du centre-ville de Nevers | (Circulaire) Saint Martin ⥋ Desserte du centre-ville de Nevers | (Circulaire) Saint Martin ⥋ Desserte du centre-ville de Nevers | (Circulaire) Saint Martin ⥋ Desserte du centre-ville de Nevers | (Circulaire) Saint Martin ⥋ Desserte du centre-ville de Nevers | (Circulaire) Saint Martin ⥋ Desserte du centre-ville de Nevers | (Circulaire) Saint Martin ⥋ Desserte du centre-ville de Nevers |
| ----- | --- | -------------------------------------------------------------- | -------------------------------------------------------------- | -------------------------------------------------------------- | -------------------------------------------------------------- | -------------------------------------------------------------- | -------------------------------------------------------------- | -------------------------------------------------------------- | -------------------------------------------------------------- |
| C     | Ouverture / Fermeture 6 juillet 2015 / — | Longueur —                                                     | Durée —                                                        | Nb. d’arrêts 11                                                | Matériel Minibus                                               | Jours de fonctionnement L, Ma, Me, J, V, S                     | Jour / Soir / Nuit / Fêtes O / N / N / N                       | Voy. / an —                                                    | Exploitant Keolis Nevers                                       |
| C     | Desserte : - Villes et lieux desservis : Nevers (Chapelle Sainte-Marie, Tribunal de commerce, Place de l'Europe, Préfecture de la Nièvre, École La Manutention, Place Guy Coquille, Place Saint-Sébastien, Marché Saint-Arigle, Hôtel Gascoing de Villecourt, Place Mancini, Palais ducal de Nevers, Théâtre de Nevers, Place de la république, Cathédrale Saint-Cyr-et-Sainte-Julitte de Nevers, Office du tourisme, Mairie, Marché Saint-Laurent) - Gare(s) desservie(s) : Aucune.                              |                                                                |                                                                |                                                                |                                                                |                                                                |                                                                |                                                                |                                                                |
| C     | Autre : - Arrêt non accessible aux UFR : — - Amplitudes horaires : La ligne fonctionne sur son trajet habituel toute l'année du lundi au vendredi de 8 h 30 à 19 h 15 et le samedi à partir de 13 h 15, et le samedi matin sous le nom « Coursinelle des marchés » de 8 h 30 à 13 h 15. La ligne a une fréquence d'un bus toutes les 15 minutes, de 30 minutes le samedi matin. - Particularités : La ligne est gratuite. Le trajet du samedi matin est modifié. - Date de dernière mise à jour : 20 février 2016 |                                                                |                                                                |                                                                |                                                                |                                                                |                                                                |                                                                |                                                                |
| C     | Dernière actualisation : — |                                                                |                                                                |                                                                |                                                                |                                                                |                                                                |                                                                |                                                                |

## Lignes des dimanches et jours fériés

### Lignes Dimeo
| Ligne | Caractéristiques | Caractéristiques                                                                    | Caractéristiques                                                                    | Caractéristiques                                                                    | Caractéristiques                                                                    | Caractéristiques                                                                    | Caractéristiques                                                                    | Caractéristiques                                                                    | Caractéristiques                                                                    |
| D1    | Dimeo 1 | Dimeo 1                                                                             | Dimeo 1                                                                             | Dimeo 1                                                                             | Dimeo 1                                                                             | Dimeo 1                                                                             | Dimeo 1                                                                             | Dimeo 1                                                                             | Dimeo 1                                                                             |
| D1    | Saint-Gabriel (Le matin) / Alain Colas (L'après-midi) ⥋ Varennes-Vauzelles — Église | Saint-Gabriel (Le matin) / Alain Colas (L'après-midi) ⥋ Varennes-Vauzelles — Église | Saint-Gabriel (Le matin) / Alain Colas (L'après-midi) ⥋ Varennes-Vauzelles — Église | Saint-Gabriel (Le matin) / Alain Colas (L'après-midi) ⥋ Varennes-Vauzelles — Église | Saint-Gabriel (Le matin) / Alain Colas (L'après-midi) ⥋ Varennes-Vauzelles — Église | Saint-Gabriel (Le matin) / Alain Colas (L'après-midi) ⥋ Varennes-Vauzelles — Église | Saint-Gabriel (Le matin) / Alain Colas (L'après-midi) ⥋ Varennes-Vauzelles — Église | Saint-Gabriel (Le matin) / Alain Colas (L'après-midi) ⥋ Varennes-Vauzelles — Église | Saint-Gabriel (Le matin) / Alain Colas (L'après-midi) ⥋ Varennes-Vauzelles — Église |
| ----- | --- | ----------------------------------------------------------------------------------- | ----------------------------------------------------------------------------------- | ----------------------------------------------------------------------------------- | ----------------------------------------------------------------------------------- | ----------------------------------------------------------------------------------- | ----------------------------------------------------------------------------------- | ----------------------------------------------------------------------------------- | ----------------------------------------------------------------------------------- |
| D1    | Ouverture / Fermeture 6 juillet 2015 / 19 octobre 2020 | Longueur —                                                                          | Durée matin : 47 min après-midi : 37 min                                            | Nb. d’arrêts matin : 36 après-midi : 36                                             | Matériel Standards ?                                                                | Jours de fonctionnement D                                                           | Jour / Soir / Nuit / Fêtes O / N / N / O                                            | Voy. / an —                                                                         | Exploitant Keolis Nevers                                                            |
| D1    | Desserte : - Villes et lieux desservis : Fourchambault (Lycée Pierre Bérégovoy, Hôtel de ville, Centre culturel, Marché couvert), Marzy (École des Chevillettes, Cimetière, Centre commercial Carrefour, Aéroport de Nevers-Fourchambault), Hôpital Pierre Bérégovoy, Maison de l'entreprise - Anifop, CFAI, Zone d'activités des Grands champs, École Albert Camus, Ancienne caserne Pittié de Nevers, Multiplexe Le Mazarin, Parc Roger-Salengro, Place Carnot, Square de la résistance, École Victor Hugo, École Blaise Pascal, Chapelle Sainte-Anne, École Georges Guynemer, ESPE, Cité scolaire du Banlay, Collège Adam Billaut, Lycées Jean Rostand, Raoul Follereau et Jules Renard) et Varennes-Vauzelles (Pont de Chagny, Collège Henri Wallon, Centre culturel Gérard Philipe, Mairie, École Saint-Just, Place Président Petit, Cité ouvrière et cité jardin de Vauzelles) - Gare(s) desservie(s) : Gare de Nevers. |                                                                                     |                                                                                     |                                                                                     |                                                                                     |                                                                                     |                                                                                     |                                                                                     |                                                                                     |
| D1    | Autre : - Arrêt non accessible aux UFR : — - Amplitudes horaires : La ligne fonctionne les dimanches et jours fériés de 9 h 20 à 20 h à raison de sept allers-retours. La ligne est en tronc commun avec la ligne Dimeo 2 entre la gare de Nevers et le Banlay. - Particularités : Le matin trois allers-retours se font à destination de Fourchambault avec un terminus à Saint-Gabriel et l'après-midi quatre allers-retours sont assurés sur le trajet de la ligne T1 en semaine. - Date de dernière mise à jour : 5 juillet 2015 |                                                                                     |                                                                                     |                                                                                     |                                                                                     |                                                                                     |                                                                                     |                                                                                     |                                                                                     |
| D1    | Dernière actualisation : — |                                                                                     |                                                                                     |                                                                                     |                                                                                     |                                                                                     |                                                                                     |                                                                                     |                                                                                     |
| D2    | Dimeo 2 | Dimeo 2                                                                             | Dimeo 2                                                                             | Dimeo 2                                                                             | Dimeo 2                                                                             | Dimeo 2                                                                             | Dimeo 2                                                                             | Dimeo 2                                                                             | Dimeo 2                                                                             |
| D2    | Banlay ⥋ Jacques Duclos |                                                                                     |                                                                                     |                                                                                     |                                                                                     |                                                                                     |                                                                                     |                                                                                     |                                                                                     |
| D2    | Ouverture / Fermeture 6 juillet 2015 / 19 octobre 2020 | Longueur —                                                                          | Durée 25 min                                                                        | Nb. d’arrêts 25                                                                     | Matériel Standards ?                                                                | Jours de fonctionnement D                                                           | Jour / Soir / Nuit / Fêtes O / N / N / O                                            | Voy. / an —                                                                         | Exploitant Keolis Nevers                                                            |
| D2    | Desserte : - Villes et lieux desservis : Nevers (Écoles Claude Tillier et Jean Macé, Collège des Courlis, Stade de La Baratte, Centre des expositions de Nevers, École Pierre Brossolette, Piscine des bords de Loire, Centre commercial Géant Casino, Champ de foire, Maison de l'agriculture, Maison de la Culture de Nevers et de la Nièvre, Place Mossé, Arpaje - Résidence pour personnes âgées, Parc Roger-Salengro, Place Carnot, Square de la résistance, École Victor Hugo, École Blaise Pascal, Chapelle Sainte-Anne, École Georges Guynemer, ESPE, Cité scolaire du Banlay, Collège Adam Billaut, Lycées Jean Rostand, Raoul Follereau et Jules Renard) - Gare(s) desservie(s) : Gare de Nevers. |                                                                                     |                                                                                     |                                                                                     |                                                                                     |                                                                                     |                                                                                     |                                                                                     |                                                                                     |
| D2    | Autre : - Arrêt non accessible aux UFR : — - Amplitudes horaires : La ligne fonctionne les dimanches et jours fériés de 9 h 25 à 19 h 40 à raison de huit allers-retours. La ligne est en tronc commun avec la ligne Dimeo 1 entre la gare de Nevers et le Banlay. - Particularités : La ligne reprend le trajet de la ligne T2 en semaine. - Date de dernière mise à jour : 5 juillet 2015 |                                                                                     |                                                                                     |                                                                                     |                                                                                     |                                                                                     |                                                                                     |                                                                                     |                                                                                     |
| D2    | Dernière actualisation : — |                                                                                     |                                                                                     |                                                                                     |                                                                                     |                                                                                     |                                                                                     |                                                                                     |                                                                                     |

## Lignes en intégration tarifaire
Elles sont listés ci-dessous, en se cantonnant, en qui concerne les données communiquées, au trajet intégré à la tarification urbaine.
| Ligne | Caractéristiques | Caractéristiques                                                                                   | Caractéristiques                                                                                   | Caractéristiques                                                                                   | Caractéristiques                                                                                   | Caractéristiques                                                                                   | Caractéristiques                                                                                   | Caractéristiques                                                                                   | Caractéristiques                                                                                   |
| 1     | Gare routière ⥋ Petit Canal (Pour Château-Chinon, tarification départementale) | Gare routière ⥋ Petit Canal (Pour Château-Chinon, tarification départementale)                     | Gare routière ⥋ Petit Canal (Pour Château-Chinon, tarification départementale)                     | Gare routière ⥋ Petit Canal (Pour Château-Chinon, tarification départementale)                     | Gare routière ⥋ Petit Canal (Pour Château-Chinon, tarification départementale)                     | Gare routière ⥋ Petit Canal (Pour Château-Chinon, tarification départementale)                     | Gare routière ⥋ Petit Canal (Pour Château-Chinon, tarification départementale)                     | Gare routière ⥋ Petit Canal (Pour Château-Chinon, tarification départementale)                     | Gare routière ⥋ Petit Canal (Pour Château-Chinon, tarification départementale)                     |
| ----- | --- | -------------------------------------------------------------------------------------------------- | -------------------------------------------------------------------------------------------------- | -------------------------------------------------------------------------------------------------- | -------------------------------------------------------------------------------------------------- | -------------------------------------------------------------------------------------------------- | -------------------------------------------------------------------------------------------------- | -------------------------------------------------------------------------------------------------- | -------------------------------------------------------------------------------------------------- |
| 1     | Ouverture / Fermeture 1er septembre 2008 / — | Longueur —                                                                                         | Durée 13 min                                                                                       | Nb. d’arrêts 7                                                                                     | Matériel Autocars                                                                                  | Jours de fonctionnement L, Ma, Me, J, V, S, D                                                      | Jour / Soir / Nuit / Fêtes O / N / N / O                                                           | Voy. / an —                                                                                        | Exploitant STI Nièvre                                                                              |
| 1     | Desserte : - Villes et lieux desservis : Nevers (Parc Roger-Salengro, Place Carnot, Square de la résistance, École du Mouësse) - Gare(s) desservie(s) : Gare de Nevers. | | | | | | | | |
| 1     | Autre : - Arrêt non accessible aux UFR : — - Amplitudes horaires : La ligne fonctionne du lundi au samedi de 7 h 10 à 20 h et les dimanches et fêtes à raison d'un aller et retour par jour. Les doublages scolaires pour la cité scolaire du Banlay ne sont pas comptés. - Date de dernière mise à jour : 5 juillet 2015                                     | | | | | | | | |
| 1     | Dernière actualisation : — | | | | | | | | |
| 45    | Gare routière ⥋ Coulanges-lès-Nevers — Pont-Saint-Ours (Pour Clamecy, tarification départementale) | Gare routière ⥋ Coulanges-lès-Nevers — Pont-Saint-Ours (Pour Clamecy, tarification départementale) | Gare routière ⥋ Coulanges-lès-Nevers — Pont-Saint-Ours (Pour Clamecy, tarification départementale) | Gare routière ⥋ Coulanges-lès-Nevers — Pont-Saint-Ours (Pour Clamecy, tarification départementale) | Gare routière ⥋ Coulanges-lès-Nevers — Pont-Saint-Ours (Pour Clamecy, tarification départementale) | Gare routière ⥋ Coulanges-lès-Nevers — Pont-Saint-Ours (Pour Clamecy, tarification départementale) | Gare routière ⥋ Coulanges-lès-Nevers — Pont-Saint-Ours (Pour Clamecy, tarification départementale) | Gare routière ⥋ Coulanges-lès-Nevers — Pont-Saint-Ours (Pour Clamecy, tarification départementale) | Gare routière ⥋ Coulanges-lès-Nevers — Pont-Saint-Ours (Pour Clamecy, tarification départementale) |
| 45    | Ouverture / Fermeture 1er septembre 2008 / — | Longueur —                                                                                         | Durée 20 min                                                                                       | Nb. d’arrêts 9                                                                                     | Matériel Autocars                                                                                  | Jours de fonctionnement L, Ma, Me, J, V, S, D                                                      | Jour / Soir / Nuit / Fêtes O / N / N / O                                                           | Voy. / an —                                                                                        | Exploitant STI Nièvre                                                                              |
| 45    | Desserte : - Villes et lieux desservis : Nevers (Parc Roger-Salengro, Place Carnot, Square de la résistance, Écoles Victor Hugo et Blaise Pascal) et Coulanges-lès-Nevers (Mairie, Église Saint-Théodore) - Gare(s) desservie(s) : Gare de Nevers. | | | | | | | | |
| 45    | Autre : - Arrêt non accessible aux UFR : — - Amplitudes horaires : La ligne fonctionne du lundi au vendredi de 6 h 30 à 20 h 25, le samedi de 7 h 35 à 18 h 40 et les dimanches et fêtes à raison d'un aller et retour par jour. Les doublages scolaires pour la cité scolaire du Banlay ne sont pas comptés. - Date de dernière mise à jour : 5 juillet 2015 | | | | | | | | |
| 45    | Dernière actualisation : — | | | | | | | | |
| 64    | Gare routière ⥋ Saint-Fiacre (Pour Imphy, tarification départementale) | Gare routière ⥋ Saint-Fiacre (Pour Imphy, tarification départementale)                             | Gare routière ⥋ Saint-Fiacre (Pour Imphy, tarification départementale)                             | Gare routière ⥋ Saint-Fiacre (Pour Imphy, tarification départementale)                             | Gare routière ⥋ Saint-Fiacre (Pour Imphy, tarification départementale)                             | Gare routière ⥋ Saint-Fiacre (Pour Imphy, tarification départementale)                             | Gare routière ⥋ Saint-Fiacre (Pour Imphy, tarification départementale)                             | Gare routière ⥋ Saint-Fiacre (Pour Imphy, tarification départementale)                             | Gare routière ⥋ Saint-Fiacre (Pour Imphy, tarification départementale)                             |
| 64    | Ouverture / Fermeture 1er septembre 2008 / — | Longueur —                                                                                         | Durée 13 min                                                                                       | Nb. d’arrêts 18                                                                                    | Matériel Autocars                                                                                  | Jours de fonctionnement L, Ma, Me, J, V, S                                                         | Jour / Soir / Nuit / Fêtes O / N / N / N                                                           | Voy. / an —                                                                                        | Exploitant STI Nièvre                                                                              |
| 64    | Desserte : - Villes et lieux desservis : Nevers (Parc Roger-Salengro, Place Carnot, Square de la résistance, Écoles Victor Hugo et Blaise Pascal, Café Charbon de Nevers, École du Mouësse) - Gare(s) desservie(s) : Gare de Nevers. | | | | | | | | |
| 64    | Autre : - Arrêt non accessible aux UFR : — - Amplitudes horaires : La ligne fonctionne du lundi au samedi de 7 h 20 à 18 h 30. Les doublages scolaires ne sont pas comptés. - Date de dernière mise à jour : 5 juillet 2015 | | | | | | | | |
| 64    | Dernière actualisation : — | | | | | | | | |